# 格林基 (納德沃爾納亞區)
48°39′29″N 24°46′6″E / 48.65806°N 24.76833°E
格林基（烏克蘭語：Глинки），是烏克蘭的村落，位於該國西部伊萬諾-弗蘭科夫斯克州，由納德沃爾納亞區負責管轄，面積11.08平方公里，2001年人口184，人口密度每平方公里16.6人。